# Vandpibe
 Denne artikel bør gennemlæses af en person med fagkendskab for at sikre den faglige korrekthed.

En vandpibe eller shisha (Arabisk: شيشة eller أركيلة, engelsk: Hookah, tyrkisk Nargile) er en stor pibe som stammer fra Indien og Pakistan og bruges til at ryge forskellige slags tobak. Røgen bliver ført gennem en vandbeholder, gennem et højt rør og til sidst gennem en slange, som føres til munden. Vandpiben har nydt stor popularitet i den arabiske verden og er meget udbredt i Mellemøsten.

## Historie
Den mest anerkendte teori er, at vandpiben blev opfundet i Indien.[kilde mangler] Tidspunktet er uklart, men den brede opfattelse går på, at den første gang ses omkring 1500 (nogen siger i 1300-tallet). Den første vandpibe var kokosnød med et langt stift rør, som man brugte som mundstykke på vandpiben.
Fra Indien spredte vandpiben sig til Mellemøsten, hvor den blev meget populær. Specielt udbredt blev den i det gamle Persien (nuværende Iran), hvorfra den spredte sig over hele Mellemøsten. I det 17. århundrede gennemgik vandpiben en ydre forandring specielt i Tyrkiet. Den gik fra det stive mundstykke, til at ligne den mere kendte i dag. Grundprincippet har dog været det samme: tobaksrøgen køles ned og filtreres igennem vandet. Røgen går igennem vandboblerne, der kommer når man suger – grundet et undertryk i beholderen - og føres videre til mundstykket, der sidder for enden af slangen.
I dag er vandpiben ofte lavet sådan, at piberøret er af metal, vandbeholderen af glas og hovedet af ler; og der ryges fra en fleksibel slange. Der ses dog også med jævne mellemrum vandpiber med dele i porcelæn eller metal.

## Kulturen
Det helt essentielle ved at ryge vandpibe er roen og oplevelsen. Der hersker en bestemt kultur om vandpiben, og det er vigtigt at give sig tid til at få den bedste oplevelse. Fart og stress er fy-ord i denne sammenhæng. Vandpiben er en ting at samles om. Det er for mange vandpiberygere, det sociale aspekt ved rygningen, der tiltrækker dem. En erfaren vandpiberyger kan bruge lang tid bare på forberedelsen til at ryge. Det er ikke unormalt, at en vandpiberyger, der ønsker at ryge et 'optimalt hoved', bruger op til en halv time på at pakke tobakken i sit metal/lerhoved, gøre piben klar, prikke huller i sølvpapiret. Det er ikke en nødvendighed, men for visse entusiaster en del af det, at ryge vandpibe.
Vandpibekulturen er meget forskellig fra land til land, specielt i Mellemøsten, hvor indstillingen til vandpiberygning er meget mere fleksibel end i Norden. Fx er det ikke unormalt i Tyrkiet at nyde en vandpibe efter aftensmaden.
I Danmark er det først inden for de seneste par år, at vandpiben har vundet frem. Specielt siden 2004 er 'mærkevaren vandpibe' blevet kendt. Det ses bedst blandt de unge, der i en større grad ses til fester med vandpiben under armen. 
Vandpiber
Der findes talrige typer vandpiber. Sjove alternativer er 2-slangede og 4-slanget vandpiber. Ofte medfører flere slanger dog også ringere kvalitet i røgen, da tobakken hurtigere brænder på. Andre vandpibe alternativer er vandpiber med indbygget kølerum til isterninger eller "fremtids udformede" vandpiber med sjove former. Et eksempel på en vandpibe er en bong.

## Vandpibens struktur og behandling

### Bestanddele

#### Kop
Koppen/Pibehovedet kaldes også blot for 'hovedet', bonghoved. Det er oftest lavet i enten ler eller metal. Det er her, man kommer frugttobakken i 

#### Kulrist
Kulrist dækker for så vidt også over sølvpapir. Man kan bruge en af delene, til at komme over hovedet, sådanne at kullene ikke kommer i direkte kontakt med tobakken. Kulristen har som regelt huller 'indbygget', hvorimod man skal prikke huller, hvis man bruger sølvpapir – dog kan man så selv bestemme hvor mange og hvor små huller, man ønsker

#### Askebakke
Askebakken bruges til at lægge de afbrændte stykker kul på. Askebakken sidder som regel under hovedet (koppen), men visse piber har dem længere nede på piberøret

#### Pibe
Pibe – eller piberøret, er den del i midten af piben, der forbinder hoved og glas. Røgen går igennem piben og ned under vandet i glasset

#### Slange
Man suger i slangen og skaber dermed et undertryk i luftkammeret. På den måde trækker man røgen fra hovedet, ned igennem glasset, og ud til mundstykket

#### Kolbe/glas
Her fyldes der vand i med plads til luft, så man kan danne undertrykket. Piberørets ende skal stikke ca. 2–3 cm ned under vandet

#### Ventil
Ventilen gør det muligt at tømme glasset for røg. Synes man at der er for meget røg, eller smagen er for skarp, kan man puste i slangen, og røgen siver ud igennem ventilen 

#### Pakninger
Pakningerne sørger for at vandpiben er lufttæt, så der ikke kommer falsk røg ind. Der er normalt tre pakninger på en vandpibe: 1) Mellem hoved og pibe 2) Mellem slange og pibe 3) Mellem glas og pibe.

## Tilbehør

### Kul
Det velkendte 'letantændelige kul' er ikke det eneste kul, man kan bruge. Der findes også 'naturkul', der ikke indeholder tilsætningsstoffer. Det antændes nemt på en kogeplade og holder længere. Fordelen ved naturkul er, at man opnår en renere smag og rygning, hvis man ryger med naturkul (naturkul må endelig ikke forveksles med grillkul! Brug aldrig grillkul på din vandpibe, disse indeholder giftstoffer!). Der findes også forskellige størrelse af letantændelige kul. De mest normale er 33 mm og 40 mm. 33 mm anbefales til mindre piber, og 40 mm til de større.

### Tobak
Vandpibetobak kan købes i Danmark og i udlandet. Det findes i mange smagsvarianter: Æble, dobbelt æble, trippel æble, kirsebær, jordbær, blåbær, honning, honningmelon, vandmelon, earl grey, bananasplit, kiwi, multi-frugt osv.
Et sundere alternativ til almindeligt vandpibetobak er 'herbal tobak'. Der findes 'herbal tobak', der ikke indeholder cigarettobak (og nikotin), til gengæld er smagen ikke nær så kraftig af røg, mere smagen ved almindeligt cigarettobak.